# 酒井美紀 (ナレーター)
酒井 美紀（さかい みき、11月10日 - ）は、日本の女性ナレーター。鹿児島県出身。東京俳優生活協同組合所属。

## 来歴
1997年、東京俳優生活協同組合所属。

## 人物
声種はアルトからメゾソプラノ。
特技はお菓子作り。免許・資格は普通自動車免許、パン講師。

## 出演

### ナレーション
- 青山ワンセグ開発
- うりこめ!ふくしま〜コメの陣〜
- おいしい情報の楽園
- 親の目・子の目
- 神々たちの旋律
- 完全放送 インディ500 佐藤琢磨が挑む!3度目の栄冠へ
- 声のお仕事 丸分かり
- 今夜はナゾトレ
- ザ!情報ツウ
- サタデー総合研究所
- サタデーバリューフィーバー
- スイスペ!
- スーパーモーニング
- スクープ21
- 速ホゥ!
- 田勢康弘の週刊ニュース新書
- TXNニュースアイ
- TVシンポジウム
- 新山千春の主婦力研究所
- NEWS FINE
- ねっとパラダイス
- 房総の名族 千葉氏 〜頼朝から父と呼ばれた男 千葉常胤〜
- 報道ステーション SUNDAY
- ホンダF1の栄冠!技術者たちの戦い
- まる得マガジン
- メレンゲの気持ち
- レッツ!!
- ワールドビジネスサテライト